# Sopa granadina
La sopa granadina (denominada en algunas ocasiones sopa a la granadina) es una sopa típica de la cocina granadina. Es una sopa sencilla de elaborar en la que participa un sofrito y un caldo, se suele servir caliente, con rebanadas de pan. La popularidad de esta sopa hace que se prepare en gran parte de Andalucía Oriental.

## Características
Es una sopa de rápida ejecución. La sopa parte de un sofrito de pimientos finamente picados, así como de cebollas picadas, tomates picados, y ajos ligeramente asados. Todo ello saborizado con azafrán y pimienta. Al sofrito resultante se le vierte un caldo hasta lograr que se diluya por completo el sofrito. Cuando la sopa se ha montado en la sopera se añade unas rebanadas de pan. Existen variantes denominadas sopa granadina con arroz que suele llevar una pequeña porción de arroz hervido. Algunos autores la denominan como una especie de gazpacho caliente.